# Língua inor
Inor (pronúncia IPA inoːr), às vezes chamada Ennemor, é uma língua semítica falada na Etiópia central, principalmente na região Gurage da Região das Nações dos Povos do Sul e ainda por falantes da mesma que estão assentados em diversas cidades etíopes, principalmente em Adis Abeba.
Além da já natural complexidade morfológica muito comum dentre todas as línguas Semíticas, o Inor apresenta uma significativa complexidade Morfo-Fonológica, característica das línguas Gurage Ocidentais. A língua Inor apresenta vogais nasais não presentes nas demais línguas Gurage. Essa condição pode ser resultado de uma Rino-Glotofilia histórica.
As línguas Endegegn, Enner, Gyeto e a extinta língua mesmes são consideradas por alguns como dialetos do Inor.

## Fonologia

### Consoantes
|                     |                | labial | labial       | alveolar | alveo- palatal | palatal | velar | velar | velar | glotal | glotal |
| clara               | labializada    | clara  | palatalizada | alveolar | alveo- palatal | palatal | lab.  | clara | lab.  |        |        |
| ------------------- | -------------- | ------ | ------------ | -------- | -------------- | ------- | ----- | ----- | ----- | ------ | ------ |
| oclusiva e africada | ejetiva        |        |              | t’       | tʃ’            |         | k’    | kʲ’   | kʷ’   |        |        |
| oclusiva e africada | Surda          | p      | pʷ           | t        | tʃ             |         | k     | kʲ    | kʷ    | ʔ      | ʔʷ     |
| oclusiva e africada | Sonora         | b      | bʷ           | d        | dʒ             |         | ɡ     | ɡʲ    | ɡʷ    |        |        |
| Fricativa           | Surda          | f      | fʷ           | s        | ʃ              |         | x     | xʲ    | xʷ    |        |        |
| Fricativa           | Sonora         |        |              | z        | ʒ              |         |       |       |       |        |        |
| Nasal oclusiva      | Nasal oclusiva | m      | mʷ           | n        | ɳ              | ɲ       | ŋ     |       |       |        |        |
| Aproximante         | clara          | β̞      |              | (l)      |                | j       |       |       | w     |        |        |
| Aproximante         | nasalizada     | β̞̃      |              |          |                |         |       |       |       |        |        |
| Rótica              | clara          |        |              | r        |                |         |       |       |       |        |        |
| Rótica              | nasalizada     |        |              | r̃        |                |         |       |       |       |        |        |

### Vogais
|       | frontal | central | posterior |
| ----- | ------- | ------- | --------- |
| alta  | i       | ɨ       | u         |
| média | e       | ə       | o         |
| baixa | æ       |         | a         |

[ɨ] pode ser considerada como bastante epêntica e somente um pouco fonêmica.

## Escrita
A escrita do Inor é um abugida composto de 39 símbolos para consoantes, sendo que:
- 8 delas se combinam com cinco dos sete sons vogais da língua (não combinam com u nem com o’)
- uma consoante com seis das vogais (não com  ɨ+ ə)
- uma consoante somente com æ
- as demais 29 com todos os sete símbolos vogais